# 荷蘭教育
荷蘭教育是分級、分年齡的，並依據學生的需求進行個人化調整。在荷蘭，學校被分為一般公立學校、宗教學校、中立學校等，私立學校較少。在荷蘭，學生的成績被分為10等，從1(極差)到10(極佳)。
法律上，荷蘭的義務教育 (leerplicht)從五歲開始；但是大多數的學校會接受四歲的小童。義務教育在十六歲時結束；在十六歲之後，是部分義務教育，學生每周最少須上兩天的學。在學生達到十八歲年紀時，他們會拿到VWO、HAVO或MBO證書，義務教育始結束。
公立學校，分為特殊(宗教)學校和綜合(中立)學校，是一種由政府出資辦學的教育機構。雖然法律上公立學校是免費的，通常學校都會以各種名目要求贊助金(ouderbijdrage)。每所學校需求助 家長的贊助金不同，但通常根據家長的薪資收入來決定，有些學校採年費制，有些學校則根據活動需要來收取費用，但家長仍可依個人意願來決定是否繳交此款項。若荷蘭教育的一大特色是私立學校極稀少，幾乎全部的荷蘭人都是公立學校畢業，包括荷蘭皇室。公立學校的管理由地方政府負責。
荷蘭教育的另一特色為宗教教育的分流。在荷蘭，從小學到大學的教育都被歸類為特殊(宗教)教育或綜合(中立)教育其中一種。由於歷史因素影響，絕大多數的公立宗教學校為天主教、基督教、猶太教或伊斯蘭教學校。在宗教學校，學校可以教授宗教相關課程，並拒絕宗教理念不同的學生入學。但是值得注意的是，除了宗教方面之外，在荷蘭的大部分地區，宗教教育與中立教育是幾乎相同的(除了在較保守的聖經帶之外)。在聖經帶，地方政府能夠進行「督學」(Onderwijsinspectie)，要求宗教學校進行思想與教義上的統一化。
在小學和高中畢業時，學生需要參加一場畢業考試，這會決定學生是否能升學，未通過者須留級(blijven zitten)。在小學升國中階段，留級的情況很常見，但是在高中端則較罕見，因為留級或可影響學生升大學。資優生的跳級通常在小學發生。
在2008年经济合作与发展组织所舉辦的国际学生能力评估计划中，荷蘭在全世界排名第九，遠高於世界平均。

## 學費
荷蘭中等義務教育的學費係由政府稅金支付，自 2005 年八月起家長不需負擔中等教育學費。根據教育文化科學部資料顯示，每年用於每位中學生的經費約需新台幣 30 萬 元。以 2011 年為例，政府負擔每位中等教育學生的學費約為折合新臺幣約292,000元。
2006年，荷蘭議會決定中等學校學生的課本免費供應，學校必須購買教科書，並借給學生使用。如此既可以改善課本市場的運作，減低家長負擔，並可讓學生上學時不會沒有課本。2007 年通過中等學校學生的課本免費提供的法令，該經費由綜合補助款支出，從2009─2010學年起，家長不需支付書本費。

## 初等教育
荷蘭的小學階段從 4 歲到 12 歲。通常有八個年級，一年級(groep 1)至八年級(groep 8)。也可以在5歲時直接上二年級，但是通常大部分的人會選擇4歲時上一年級。在1985年之前，一二年級與國小分開，也就是其他國家常見的幼兒園。目前在荷蘭仍然有幼兒園的機構，通常只讓學童就讀至五歲。
從國小三年級開始，學童開始學習閱讀，寫作與數學。大部分的荷蘭國小會在七八年級開始增加英語課程，但有些提早至一年級就開始教英語。在國小八年級時，學校會進行一項適性測驗，稱作「Cito 小學期末測驗」(Cito Eindtoets Basisonderwijs) 或是簡稱為 Cito 測驗。由荷蘭的「中央測試開發研究所」(Centraal instituut voor toetsontwikkeling)舉辦。 (Central Institute for Test Development)), 該項測驗將推薦學童最適合的中學教育類型。在最近數年，該項測驗成為主要項目，但是八年級導師以及學童的父母的意見仍然是讓學童選擇中學的關鍵因素。
Cito 測驗並非強制性接受測驗，部分學校選擇其他類型的測驗，如「荷蘭教育基本能力測驗」('Nederlandse Intelligentietest voor Onderwijsniveau 通常簡稱為 NIO 測驗) 或是「學校期末測驗」(Schooleindonderzoek)。
每年二月初，約有85%的荷蘭小學應屆畢業生會參加稱為的測驗。此測驗之分數對學生來說至關重要，因為此成績加上學校老師的評價推薦，會被用來做初中分發的根據。

## 中等教育
在完成小學教育後，荷蘭的兒童（通常12歲）會參與繼續教育（Voortgezet Onderwijs）。通過小學的建議和的結果，由學生和他們的父母選擇VMBO，HAVO或VWO。當不清楚哪種類型的中等教育最適合學生，或者如果父母堅持他們的孩子可以處理比他們推薦的更高的教育水平，有VMBO / HAVO和HAVO / VWO的定向年以確定這一點。在年底，學生將繼續在任一級別的正常課程。對於HAVO / VWO，有時在沒有結果時有額外的第二定向年。高中可以在一個或多個地點提供一個或多個教育水平。關注（財務）效率導致更多的集中化，大型學校提供所有或大多數教育水平的教育。
由於荷蘭的教育制度沒有高中或初中的區別，繼續教育所有級別的第一年都被稱為，字面意思是橋梁，因為它將小學系統連接到中學教育系統 。 在這一年，學生將逐漸學會應付學校制度之間的差異，例如處理增加的個人責任。
獲得VMBO文憑的學生有可能參加HAVO水平教育的最後兩年，並參加HAVO考試，以及有HAVO文憑的學生參加最後兩年的VWO水平教育，並參加VWO考試。基本的理由是，這給予學生更高水平的高等教育。這個系統作為一個安全網，以減少兒童不成熟或缺乏自我知識的負面影響。例如，當聪明的学生被發送到VMBO，因為他/他沒有動機，但後來發現它的潛力或已經獲得了實現更好的願望，通過移動到HAVO，学生仍然可以獲得更高的水平。大多數學校確實需要特定的年級平均數，以確保學生能夠處理增加的學習負荷和更高的難度水平。
除了上升，還有一個制度，學生可以降到較低的教育水平。例如，當學生在他們不能應對的水平上進入中學教育時，或者當他們缺乏花費在他們的教育上的興趣導致差的成績時，他們可以從VWO被發送到HAVO，從HAVO被發送到VMBO，任何水平的VMBO到較低水平的VMBO。
由於採普通及職業教育雙軌並行的綜合高中型式，學生可依能力轉換，這種轉換非常具有彈性，另外也可水平式轉換跑道及互通升學。後期階段提供四種課程：科學準備教育、高級一般中等教育、職業準備教育、職業訓練；每一所高中皆提供兩種以上學程。與技職教育學制有關的學程為初級中學教育及職業預備教育學程，將來所銜接的高等教育為中等職業教育（MBO，16—20歲）與高等專業教育（HBO，18—21歲）。其特色條列如下:
- 職業準備教育（MAVO）共四年，以技術，照料，經濟財務，農業等方面的職業訓練為主。畢業後可升讀四年制的MBO。
- 高級一般中等教育（HAVO）共五年。必修荷文，英文，體育，文化與藝術教育，社會學。選修德文，法文，西文，經濟，物理，化學，生物，歷史，數學（分為AB兩版），資訊，組織與管理，設計與研究，地理，哲學。畢業後升讀五年制的HBO。
- 科學準備教育（VWO）共六年，畢業後就讀大學。又分為三種[4]:
  - 文理中學（Gymnasium）：為最高級別之中學，此類學校加強古典文學的學習，拉丁文與希臘文為必修科目。
  - 雅典式中學（Atheneum）：以升學為主的中學，拉丁文與希臘文雖非必修科目，有時學校會提供課程供學生選修。
  - 阿波羅式中學（Lyceum）：此類學校較像綜合中學，不僅提供科學 準備教育，也提供高級一般中等教育課程。就讀此類學校的學生，於結束低年段之課程後，可依據其能力與興趣轉到高級一般中等教育或中等職業教育的學校就讀。

中學畢業也有一場全國性的考試，其成績跟平時在校成績平均及格就可畢業。小學時成績較好的學生多選擇就讀VWO，也唯有取得VWO文憑的學生，才可進入大學（WO）就讀。荷蘭大學採自由報名，並沒有考試或甄選制度。學生在選擇院校時，不必考慮選擇哪個學校最好，而是考慮學校的地點，學校的重點專業和學術氣氛，以及自己所感興趣的專業等。

### 技職教育
荷蘭的技職教育在1996年以前，僅由職業教育和學徒訓練組成，職業教育課程由全國43個地區教育中心（ROCs）實施（許守全，民89），在1997年後依據成人與職業教育法案才便導入中等職業教育（MBO）的理念，使得技職教育在制度上形成重大的更動，技職教育的品質與競爭力因而顯著提升。
成人與職業教育法案的精神在於：為每個學生「量身訂做」一套適合每個學生的準備教育，將學生的意願、限制及潛力考量在其中，它具有三項功能：促使教育過程彈性化、加入參與者的看法、革新改進教導方式，增進學生自我學習的能力。
銜接技職教育的高等教育學制，包含大學（WO）與高等專業教育（HBO），1960年隨著高等教育的擴張，配合經濟的發展，認為可以促進高等教育多樣化的生態。在整併的過程中，以不同的領域讓許多老師可以相互交換知識專業上的意見、增加學生的選擇機會。並藉機擴大HBO校院的資源分配、人事等多方的責任與分布。1987年時候，由314所的學校合併成51所，只有34所維持原狀。多數的HBO校院是多領域的學院，只有15%為單一領域；新學校平均為6校合併，最多高達19校。
荷蘭的技職教育課程設計，在1996年以前，僅由全職制的職業教育和學徒訓練組成，在1997年後便導入中等職業教育（MBO，16-20歲）新課程標準及證書制度，而其主要課程內容有四個層級的訓練和兩種課程：
1. 助理訓練，6個月至1年；開放給所有的國民學習。
2. 基本職業訓練，2至3年；開放給所有的國民學習。
3. 專業訓練（科班訓練），2至4年；必須獲得職業預備（VBO）或初期中學教育（MAVO）才能就讀。
4. 中級管理訓練，3至4年；或是專家訓練，為1至2年。必須具備職業預備（VBO）或初期中學教育（MAVO）證書才能就讀。而每一種層級皆有兩種課程（進路），分別為職業教育課程及職業導向課程，職業教育課程相當於舊高級中等職業教育，課程有20﹪－60﹪的實務訓練；職業導向課程相當於舊學徒訓練制度，課程要具有60﹪的實務訓練。

由於MBO被認為是既安全又有工作資格，也吸引部分高級普通教育和大學預備教育的學生就讀。況且MBO的學生也可進入HBO課程就讀。荷蘭MBO課程的實施是由ROCs負責，這個單位是國家各部門的夥伴，由教育界代表組成，參與決定各項課程的制定、標準和證書的審核。荷蘭推動學校本位課程，課程的導向係根據職場、雇主、社區需求發展。細節部分必須符合實務訓練、證書的規定與證書的內容，完成整體規劃之後再報請教育部實施；依據實務訓練與證書的不同，ROCs設計了兩種學習進路與多樣課程、證書。
總體來說，荷蘭中等教育的主要目標是要讓所有學生為將來進入社會與職場做準備。 荷蘭的義務教育在 2008 年以前是從 5 歲起到 16 歲止。根據 1969 年頒布的中等教育法規定：滿 12 歲之孩童都必須接受中等教育。如果父母不履行此教育 義務，政府可處以罰款甚至予以監禁處分。從 2008 年開始荷蘭義務教育延至 18 歲，以順利達成荷蘭中等教育目標：為所有學生特來進入社會與職場做準備。

## 高等教育
荷蘭高等教育分為兩種教育機構，應用科技大學，招收 HAVO, VWO, 以及 MBO 的畢業生；以及研究型大學，招收 VWO 與 HBO 的畢業生。應用科技大學包含一般學院以及專門領域的學院，例如農業，美術，表演藝術或是師資培訓。而研究型大學包含12所綜合大學以及3所技術型大學。
自 2002 年起，荷蘭高等教育包含三種階段，包含學士學位，碩士學位，以及博士學位。根據荷蘭法律，一學分需28小時時間學習以及一年需要至少60學分。
與義大利相仿，荷蘭的高等教育分為三階段:學士、碩士及博士，採博洛尼亞進程系統。高等教育另分為綜合大學(Universiteiten)和应用科学型大学(Hogeschool)。綜合大學包括一般大學、專門學院及空中大學，主要提供研究導向課程（(Wetenschappelijk Onderwijs，簡稱 WO）。專門學院主要為商業、農業、藝術及師範等領域培育人才。

## 國家資歷架構
荷蘭的國家資歷架構概述如下。
- Level 8 - 博士
- Level 7 - 硕士
- Level 6 - 学士
- Level 5 - 準学士(HBO)
- Level 4+ - VWO
- Level 4 - MBO-4職業教育, HAVO, VAVO
- Level 3 - MBO-3職業教育
- Level 2 - 基礎教育level3, MBO-2職業教育, VMBO
- Level 1 - 基礎教育level2, MBO-1職業教育
- 入門 - 基礎教育level 1

## 外部連結
- Netherlands Organisation for Internationalisation of Higher Education （页面存档备份，存于）
- Dutch Ministry of Education, Culture and Science （页面存档备份，存于）
- Information on education in Netherlands, OECD （页面存档备份，存于） - Contains indicators and information about Netherlands and how it compares to other OECD and non-OECD countries
- Vocational education in the Netherlands, UNESCO-UNEVOC(2012) （页面存档备份，存于） - Overview of the vocational system
- Diagram of Dutch education system, OECD （页面存档备份，存于） - Using 1997 ISCED classification of programmes and typical ages. Also in Dutch （页面存档备份，存于）
- Education in the Netherlands （页面存档备份，存于）, a webdossier of Education Worldwide, a portal of the German Education Server